# سامسونج فوكس
سامسونج فوكس (بالإنجليزية: Samsung Focus) هو الهاتف الذكي الذي يعمل تحت بيئة نظام ويندوز فون ويتميز بمعالج كوالكم وشاشة أموليد ومساحة تخزينية 8 جيجا بايت (قابلة للتوسيع)، اعتبارًا من شهر نوفمبر عام 2011 فإنه رابع أخف وأنحف هاتف ويندوز